# Plectrocnemia conspersa
Plectrocnemia conspersa là một loài Trichoptera trong họ Polycentropodidae. Chúng phân bố ở miền Cổ bắc.